# Aethecerus parvus
Aethecerus parvus är en stekelart som först beskrevs av Léon Abel Provancher 1875.  Aethecerus parvus ingår i släktet Aethecerus och familjen brokparasitsteklar. Inga underarter finns listade i Catalogue of Life.